# Dictyolimon
Dictyolimon es un género de pequeñas plantas perteneciente a la familia  Plumbaginaceae.  Comprende 4 especies descritas y de estas, solo 2 aceptadas.

## Taxonomía
El género fue descrito por  Karl Heinz Rechinger y publicado en Flora Iranica : Flora des Iranischen Hochlandes und der Umrahmenden Gebirge : Persien, Afghanistan, Teile von West-Pakistan, Nord-Iraq, (cont) 108: 21. 1974.    La especie tipo es Dictyolimon macrorrhabdos (Boiss.) Rech.f.

## Especies aceptadas
A continuación se brinda un listado de las especies del género Dictyolimon aceptadas hasta abril de 2015, ordenadas alfabéticamente. Para cada una se indica el nombre binomial seguido del autor, abreviado según las convenciones y usos.
- Dictyolimon griffithii (Aitch. & Hemsl.) Rech.f.
- Dictyolimon macrorrhabdos (Boiss.) Rech.f.